# Clan Canistro

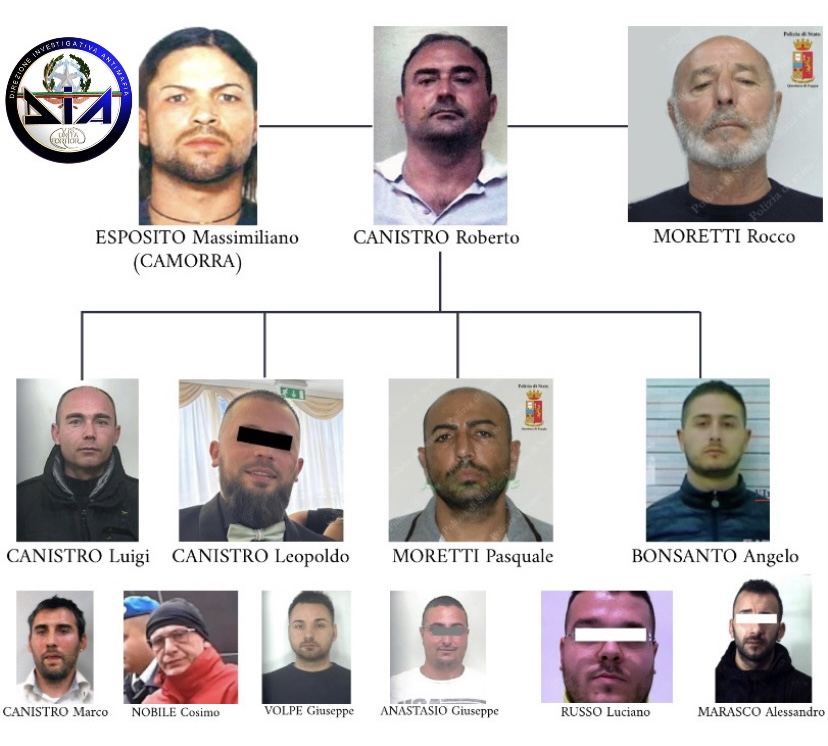
Un quadro generale degli esponenti ricostruito dalle indagini

Il Clan Canistro è un’organizzazione criminale italiana di connotazione mafiosa attiva in Italia e alcuni paesi esteri principalmente Europei e operante nelle regioni Abruzzo e Puglia ma con cospicue infiltrazioni anche in altre regioni italiane; è un Associazione fondata negli anni 90, il cui primo riconoscimento risale al 1989, è comunque considerato uno dei Clan più importanti e sanguinari della Camorra e Sacra Corona Unita.
Il Clan Canistro ha un modello federale a forte connotazione familiare. Questo aspetto ne determina una conseguente impenetrabilità che ne rappresenta un punto di forza, cui si aggiunge il forte radicamento nel territorio, l'omertà del contesto ambientale ed equilibri fluidi utili a tessere alleanze con altre organizzazioni criminali presenti in provincia, in particolare a Cerignola, San Severo, Foggia, Napoli e Caserta.